# Дэвис, Лесли
Лесли А. Дэвис (англ. Leslie A. Davis; 1876—1960) — консул США в Харберде (Османская Турция) в годы Первой мировой войны в 1914—1917 годах, очевидец геноцида армян.
Будучи в Харберде, Дэвис стал очевидцем процесса депортации армянского населения региона в пустыню Дер-Зора, о чём подробно написал Госдепартаменту США, где он указал на десятки тысяч армянских трупов вокруг озера Гёльджук (Цовк, ныне озеро Хазар). Дэвис также входил в группу американских экспертов, изучающих массовые захоронения армян вблиз Харберда.
Даже после предупреждений со стороны турецкого правительства Дэвис продолжал помогать армянам, позволяя 80 из них укрываться в консульстве и переправлял их в Россию.